# Celle-Lévescault
Celle-Lévescault is een gemeente in het Franse departement Vienne (regio Nouvelle-Aquitaine) en telt 1060 inwoners (1999). De plaats maakt deel uit van het arrondissement Poitiers.

## Geschiedenis
De gemeente werd aan het einde van de achttiende eeuw opgericht. In 1819 werd de gemeente uitgebreid met de voormalige gemeente Comblé.

## Geografie
De oppervlakte van Celle-Lévescault bedraagt 43,1 km², de bevolkingsdichtheid is 24,6 inwoners per km².
De onderstaande kaart toont de ligging van Celle-Lévescault met de belangrijkste infrastructuur en aangrenzende gemeenten.

## Demografie
Onderstaande figuur toont het verloop van het inwonertal (bron: INSEE-tellingen).